# Pasajul Macca-Vilacrosse
El pasajul Macca-Vilacrosse és un carrer porticat cobert de vidre groc en forma de forquilla al centre de Bucarest (Romania). Antigament, en el lloc on hi ha avui el passatge, s'hi trobava l'hostal Câmpineanu Inn (en romanès: Hanul Câmpineanu).
Petros Serafins va comprar la vella posada, que la va regalar a dues de les seves filles com a dots. La seva filla Polixena es va casar el 1843 amb Xavier Villacrosse, arquitecte en cap de Bucarest, entre 1840 i 1848, la fonda va canviar el seu nom. La filla Anastasia es va casar amb Mihalache Macca, que va construir botigues de luxe per la seva banda. A finals dels anys 1880, la ciutat va decidir comprar els llocs per construir un passatge d'estil occidental per alleujar la congestió. Va ser dissenyat per l’arquitecte Felix Xenopol i obert el 1891.
Com que la part central del lloc estava ocupada per l'Hotel Pesht, que el propietari es va negar a vendre, el passatge es va executar en forma de bifurcació, semblant a una forquilla, amb dues ales al voltant dels dos costats de l'hotel. Els carrers estrets estaven coberts amb un sostre de vidre, que permetia l'entrada de llum natural tot proporcionant refugi de la pluja. La planta baixa estava destinada a botigues, mentre que les habitacions de la primera planta eren de lloguer. Una branca del passatge es deia Vilacrosse, mentre que l’altra es deia Macca, en honor dels antics propietaris. Un dels dos finals del passatge dona a Calea Victoriei, una de les principals avingudes de Bucarest; l'altre dona al carrer Eugene Carada, tocant al Banc Nacional, a l'històric districte de Lipscani.
El Pasajul Macca-Vilacrosse va acollir la primera casa borsària de Bucarest, abans que es construís una estructura més gran i adequada. Entre el 1950 i el 1990 el passatge es va anomenar Pasajul Bijuteria ("Passatge de la Joieria"), però el nom inicial es va restaurar després.

Avui acull diversos establiments de restauració interiors i exteriors, inclosos un bar restaurant de temàtica egípcia, el Blues Cafe, un bistrot, un restaurant xinès i un bar de vins.

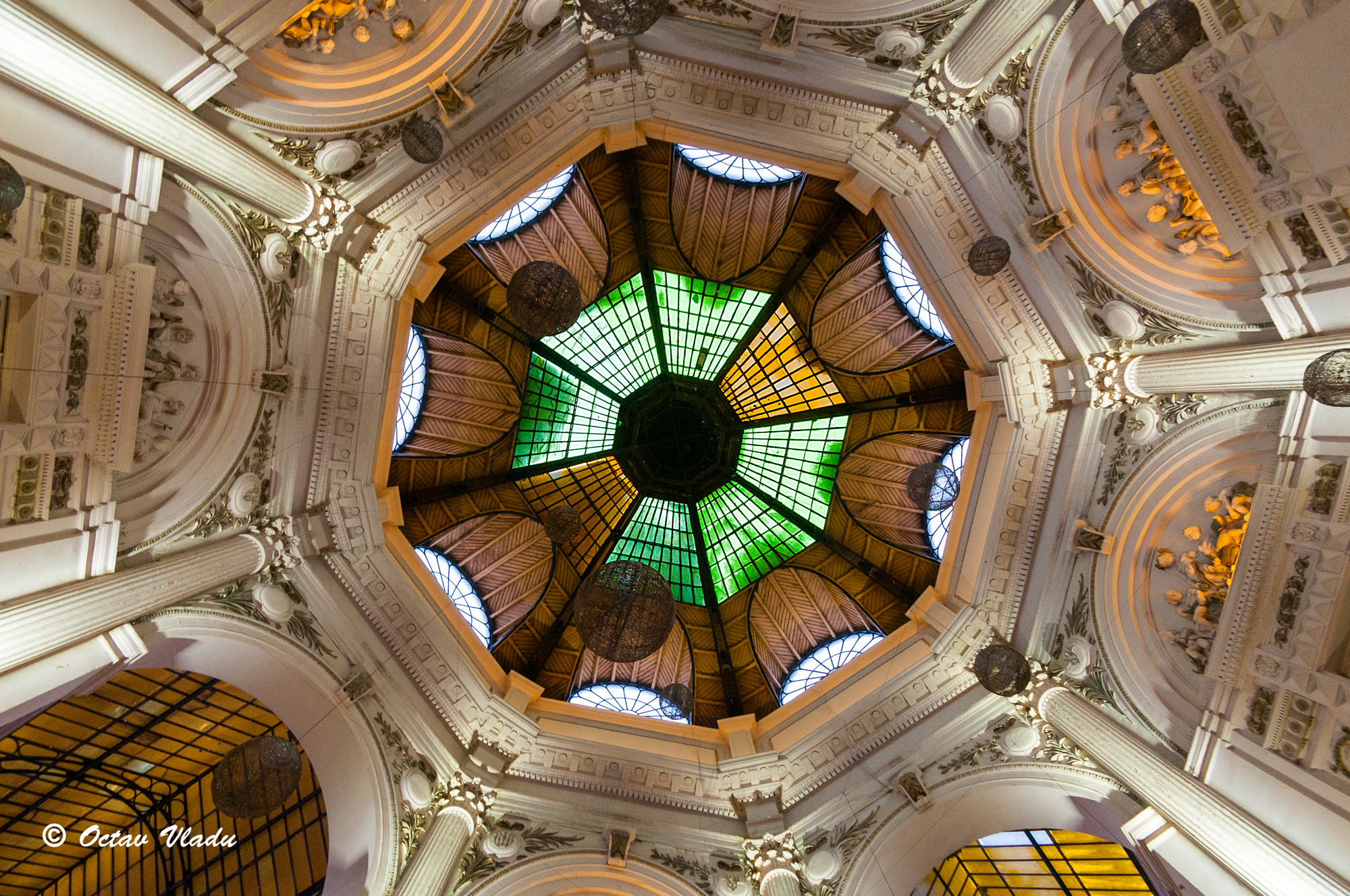
Passatge Macca-Villacrosse

## Galeria

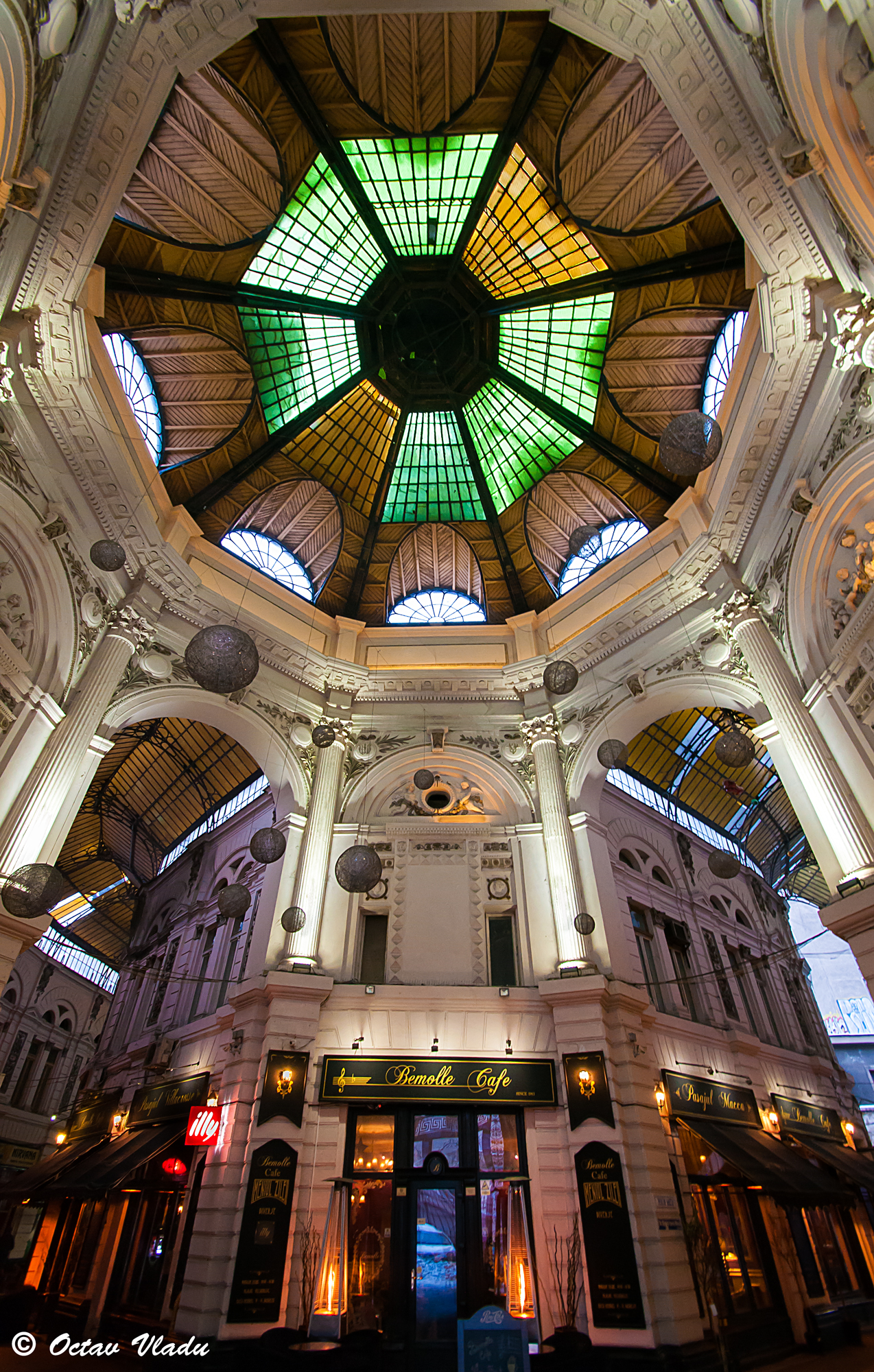
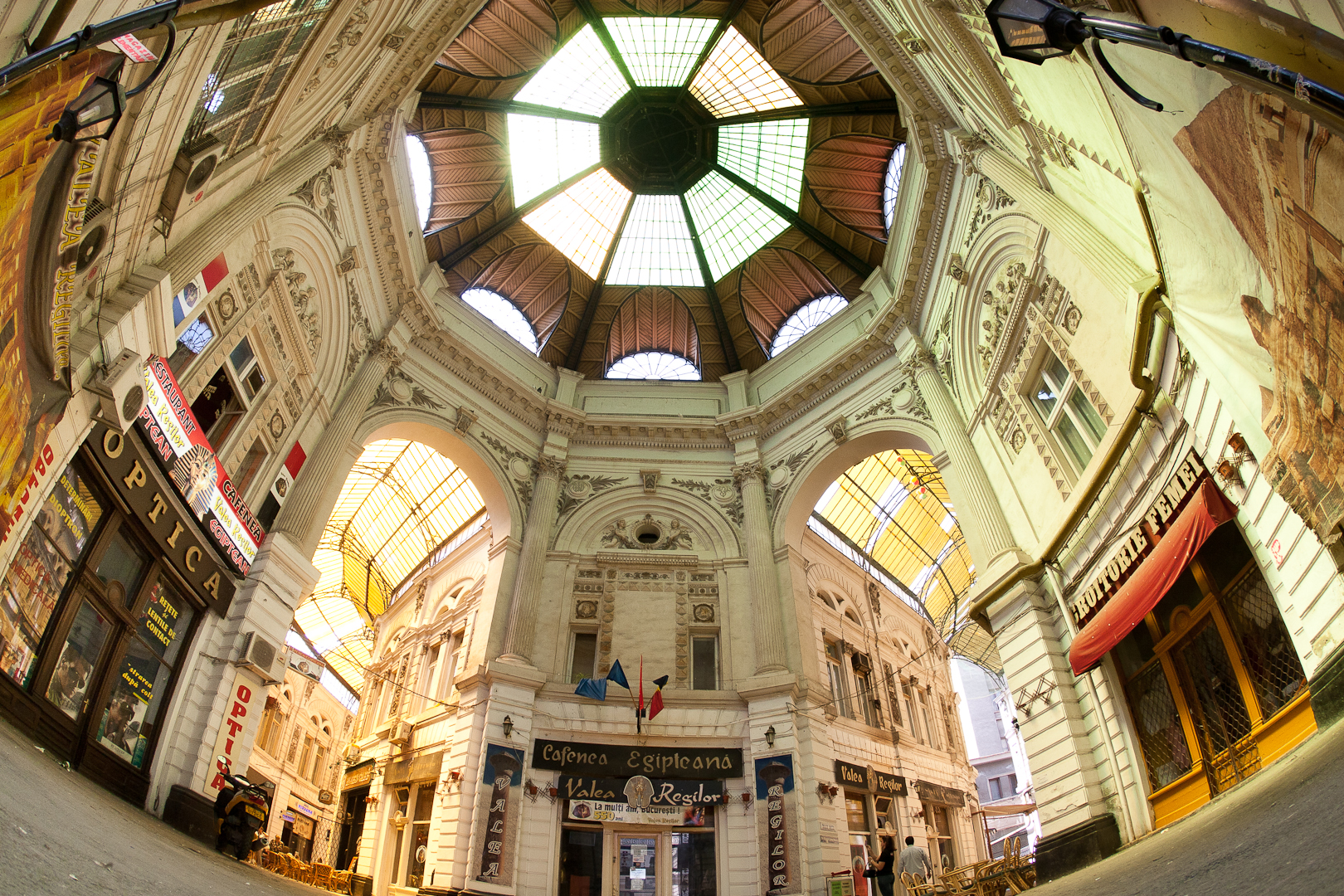
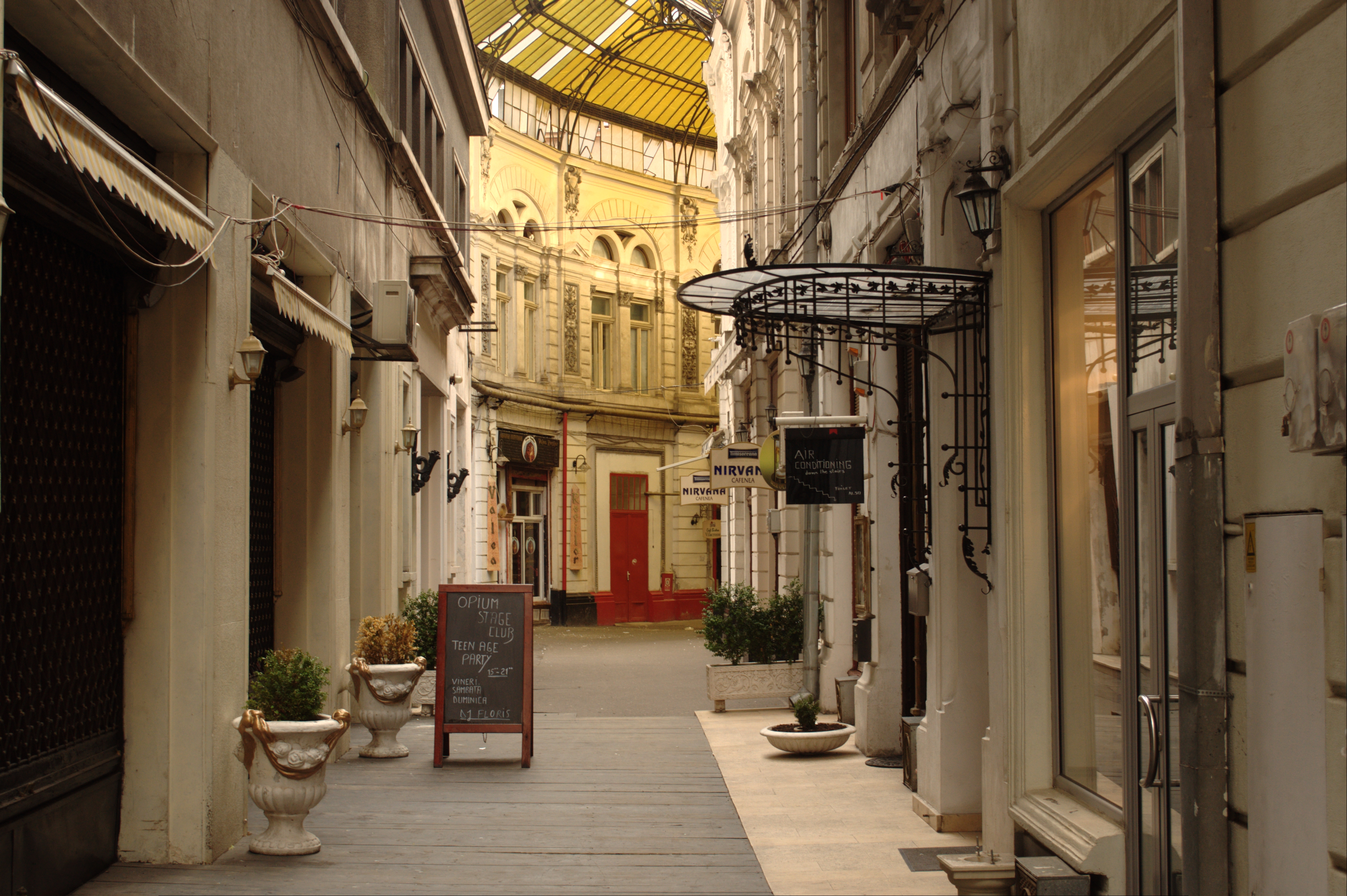
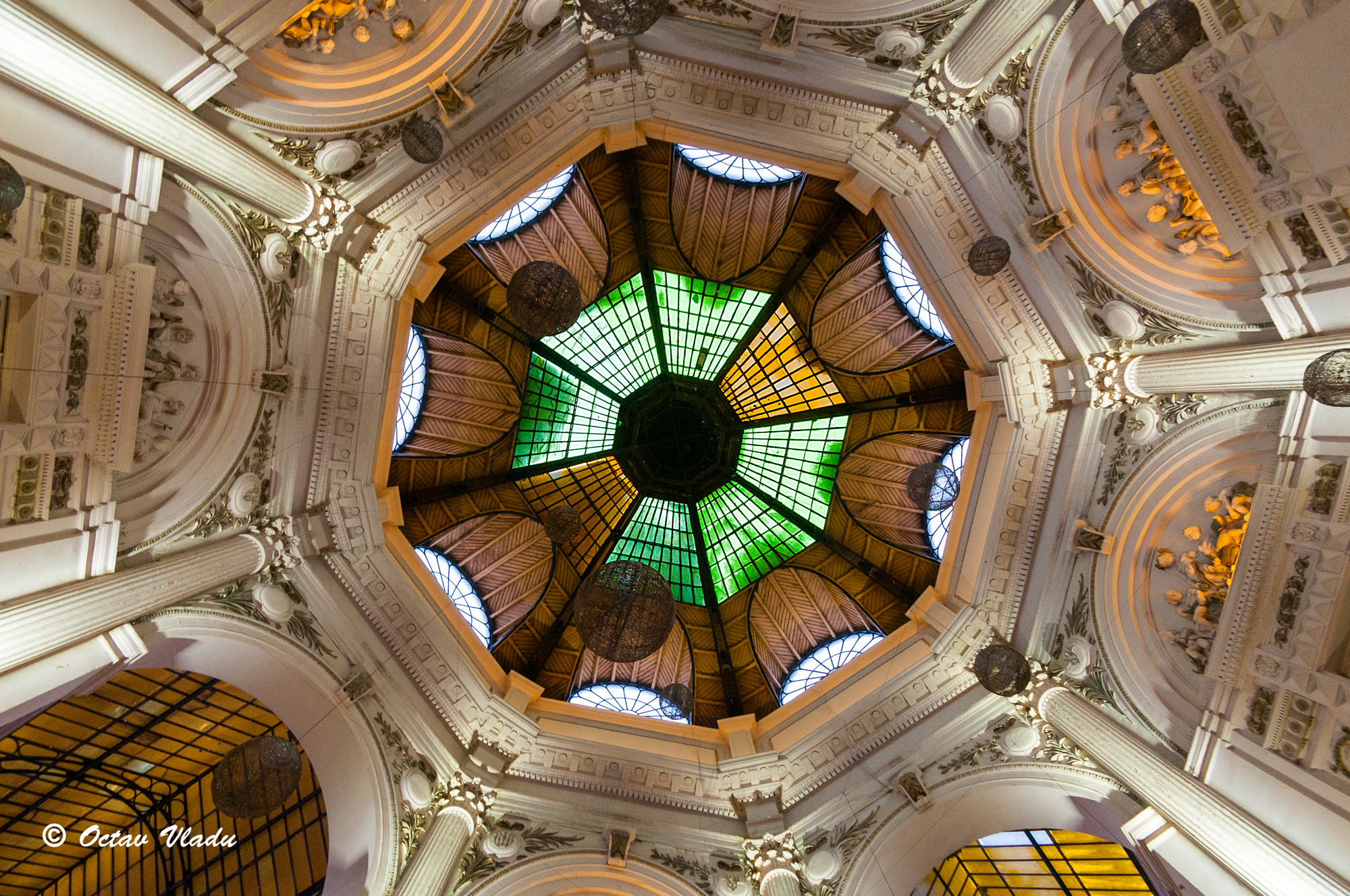
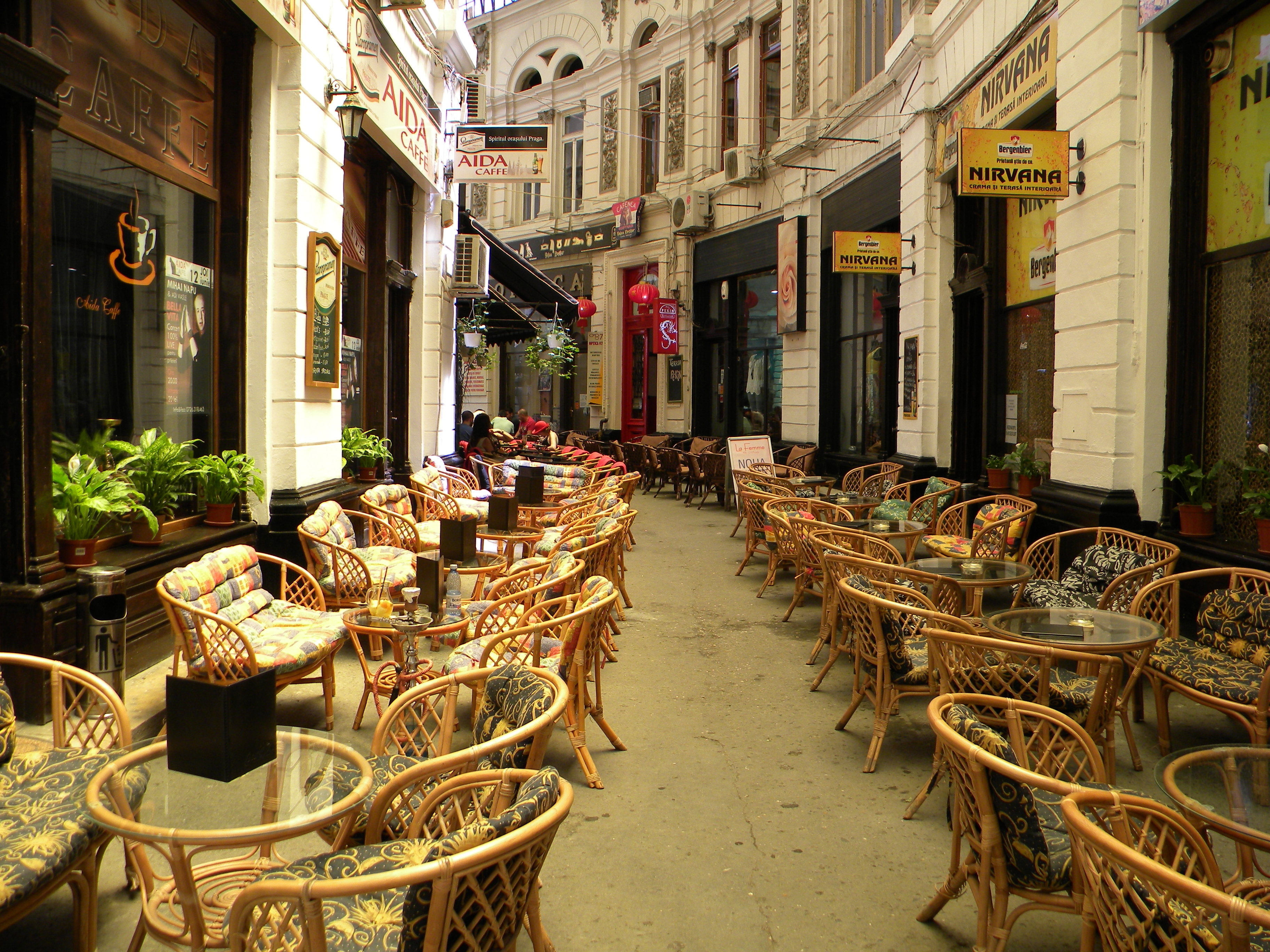
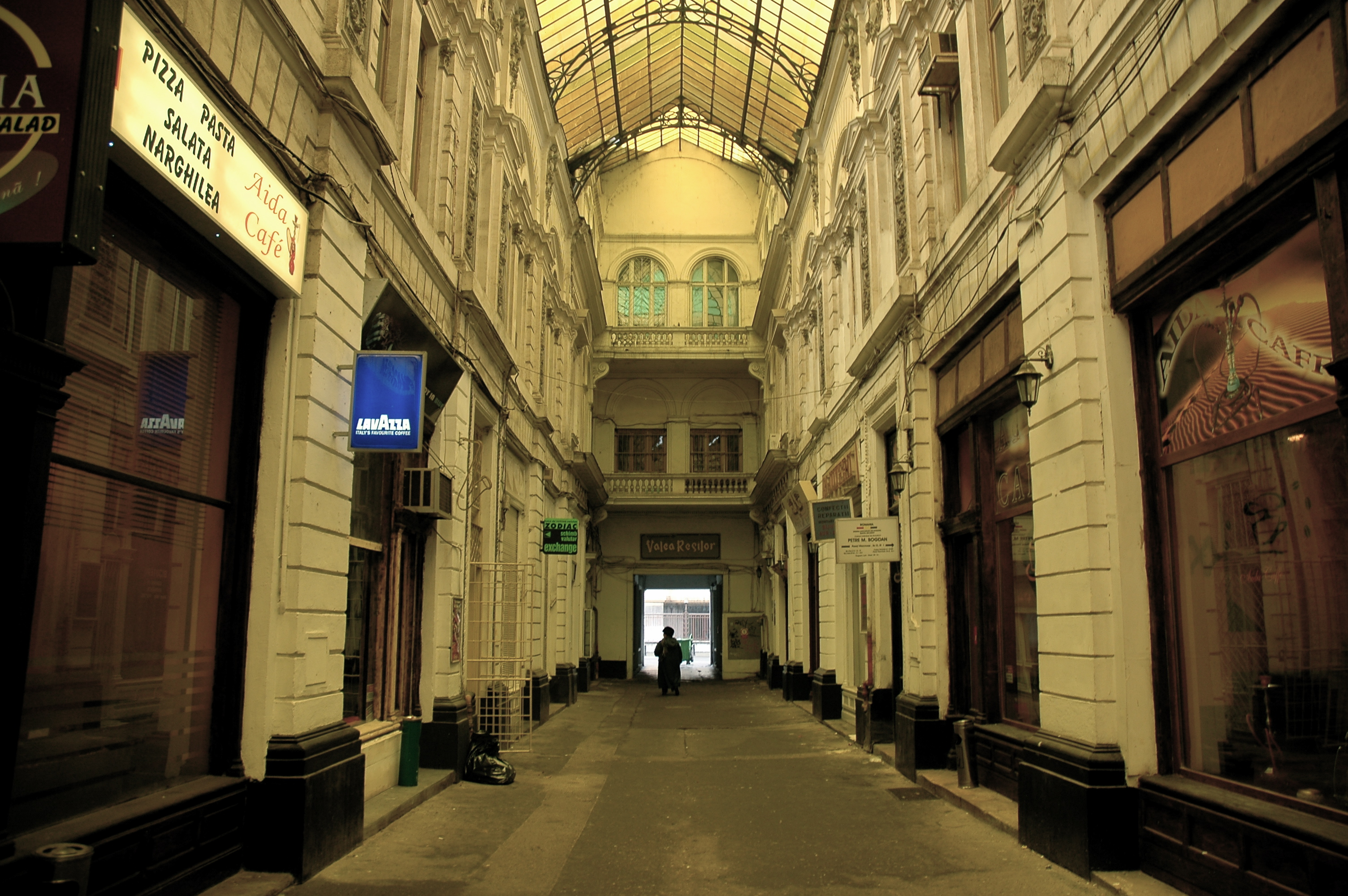
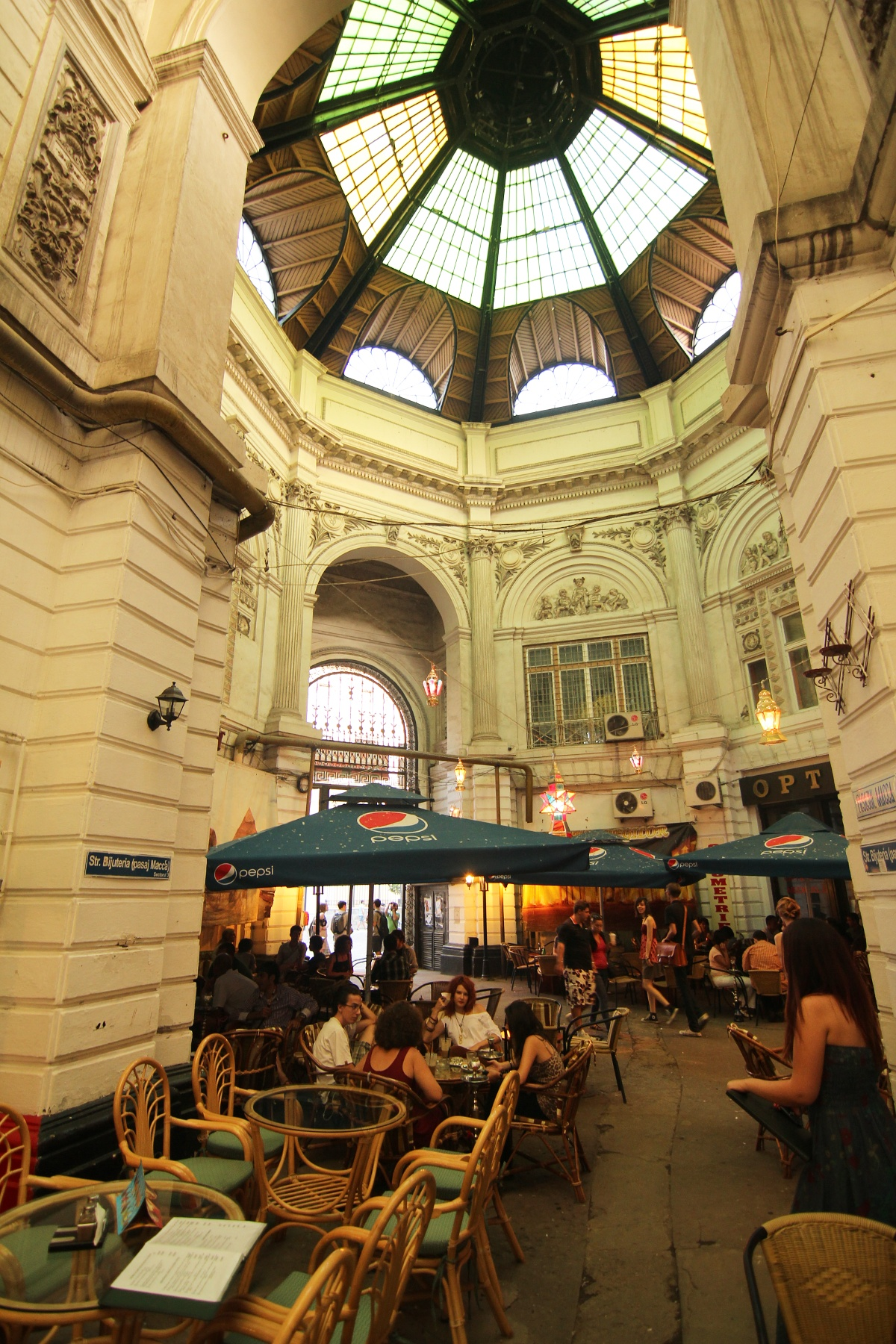
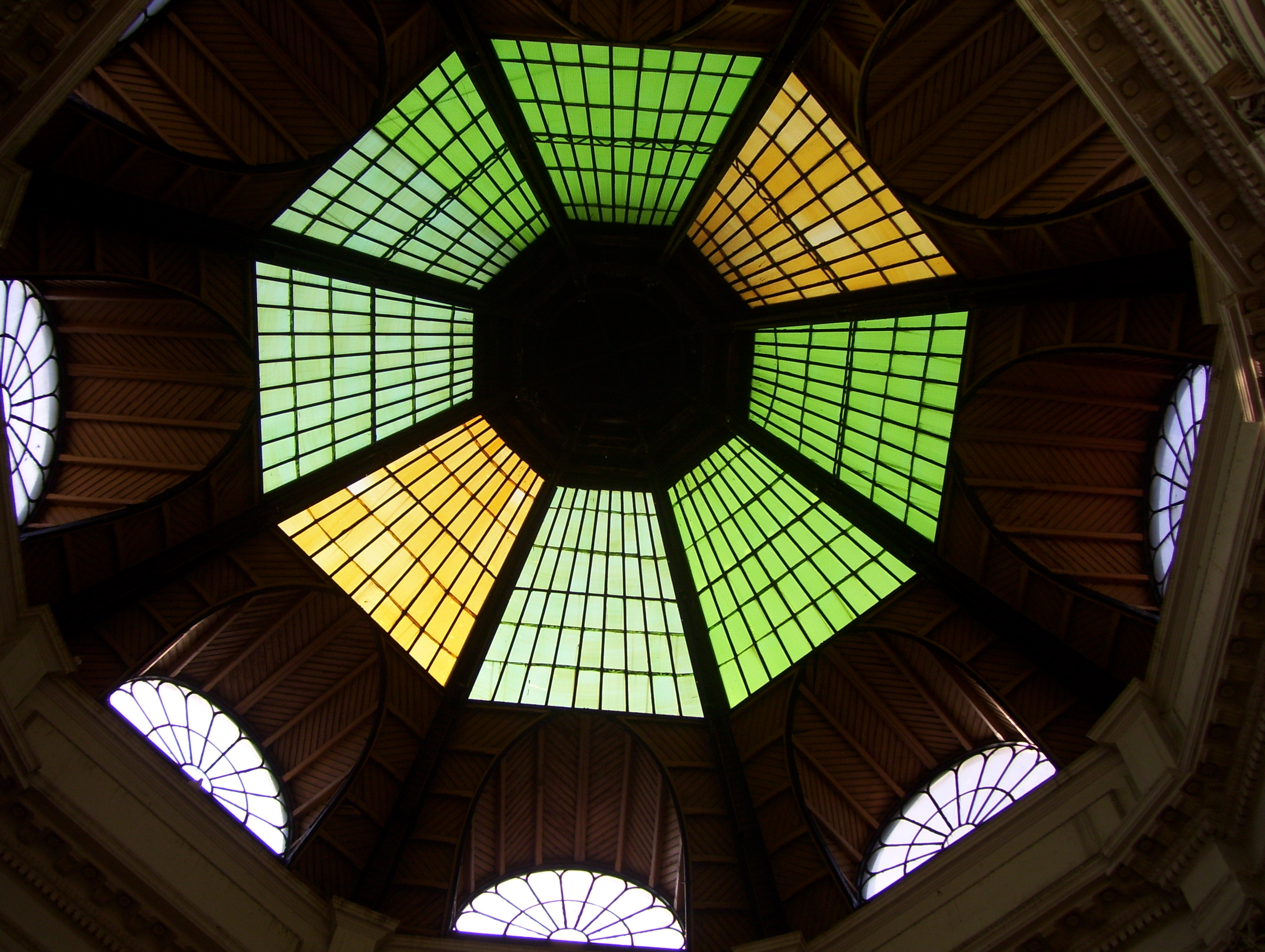
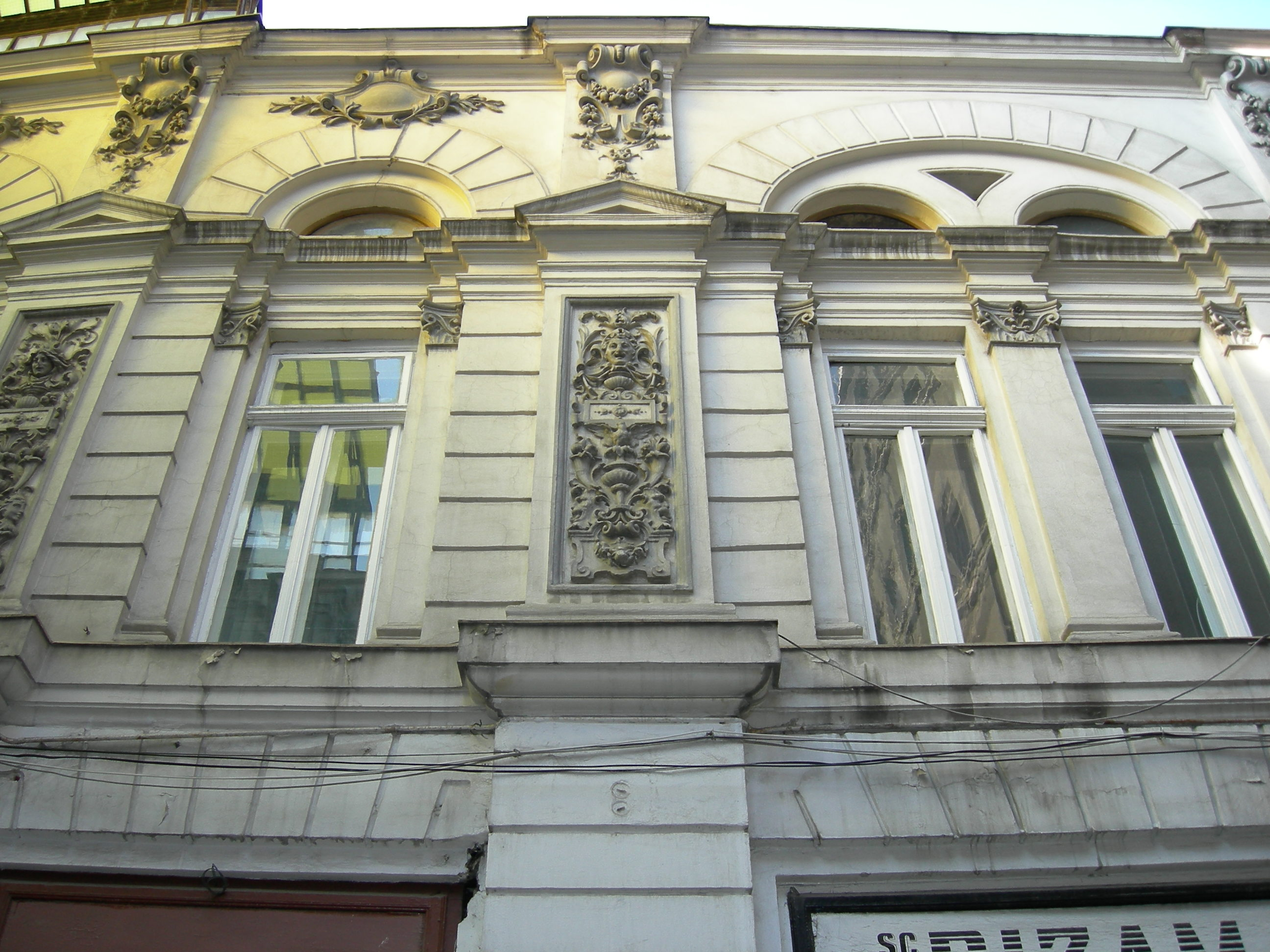
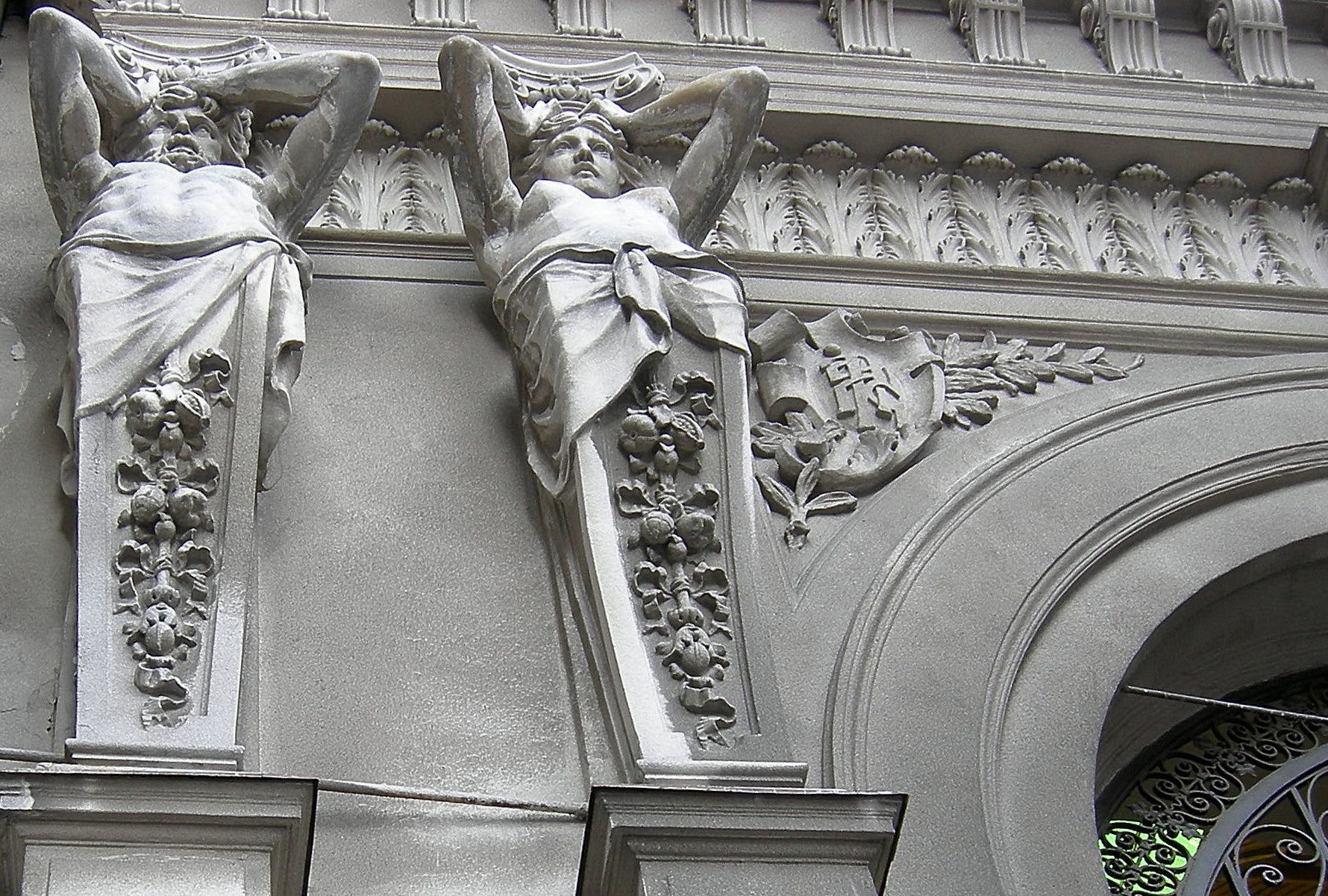